# Viňkivecký rajón
Viňkivecký rajón (ukrajinsky Віньковецький район) byl rajón v Chmelnycké oblasti na Ukrajině. Hlavním městem bylo Viňkivci a rajón měl přibližně 23 tisíc obyvatel. 
V letech 1927–1938 se jmenoval Zatonský rajón k poctě sovětského politika Volodymyra Petrovyče Zatonského.

## Sídla v rajónu
- Viňkivci